# Imma tetrascia
Imma tetrascia is een vlinder uit de familie van de Immidae. De wetenschappelijke naam van de soort is voor het eerst geldig gepubliceerd in 1912 door Oswald Beltram Lower.